# 索洛涅什諾耶區

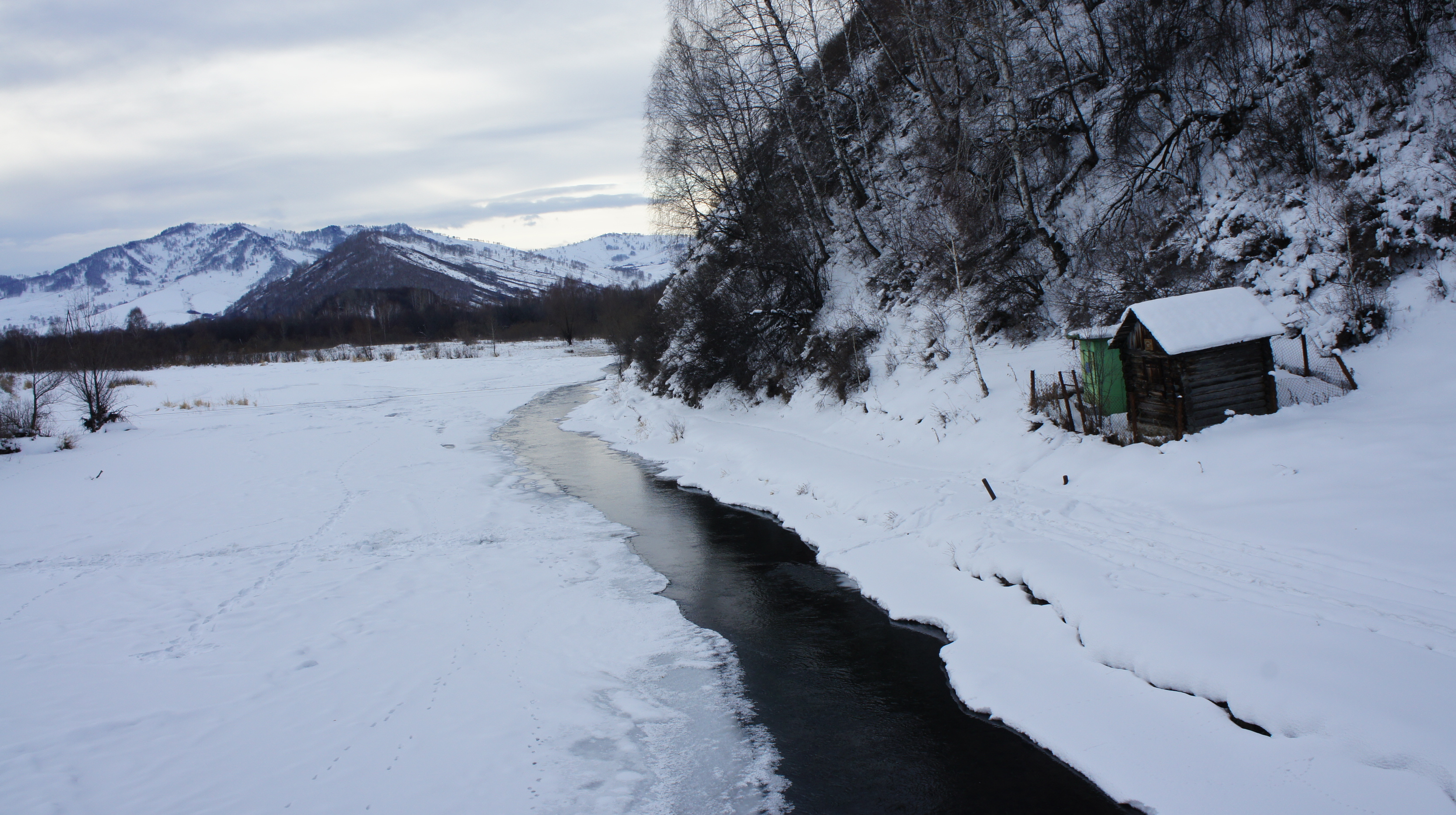

51°39′48″N 84°19′10″E / 51.66333°N 84.31944°E
索洛涅什諾耶區（俄语：Солонешенский район），是俄羅斯的一個區，位於該國南部，由阿爾泰邊疆區負責管轄，面積3,529平方公里，2010年人口10,720，人口密度每平方公里3.04人。考古学遗址丹尼索瓦洞穴位于此区。